# Cối xay gió tại Kinderdijk
Cối xay gió tại Kinderdijk là một hệ thống gồm 19 cối xay gió hoành tráng nằm tại khu vực đất lấn biển Alblasserwaard, thuộc tỉnh Zuid-Holland, Hà Lan. Hầu hết chúng là một phần của làng Kinderdijk, thuộc đô thị Molenwaard và một cối xay gió tên là De Blokker là một phần của đô thị Alblasserdam. Được xây dựng vào năm 1738 và 1740 nhằm thoát nước ra khỏi đất lấn biển, đây là nơi tập trung nhiều cối xay gió cổ nhất và là một trong những địa điểm du lịch nổi tiếng nhất của Hà Lan. Chúng đã được liệt kê vào danh sách Di tích Quốc gia đồng thời là một Di sản thế giới được UNESCO công nhận từ năm 1997.

## Lịch sử
Ở Alblasserwaard, các vấn đề về nước ngày càng trở nên rõ ràng hơn trong thế kỷ 13. Các kênh đào lớn ở Hà Lan được gọi là weteringen nhằm loại bỏ lượng nước dư thừa trong các vùng đất lấn biển. Tuy nhiên, đất rút nước vẫn tiếp tục lún xuống, trong khi mực nước sông tăng lên do cát bồi lắng xuống sông. Sau một vài thế kỷ, một cách bổ sung để giữ cho đất lấn biển khô ráo là yêu cầu cấp thiết.
Người ta đã quyết định xây dựng một loạt các cối xay gió, với khả năng hạn chế chênh lệch mực nước, nhưng chỉ có thể bơm nước vào một hồ chứa ở trung gian giữa đất trong bờ sông và sông. Hồ chứa có thể được bơm ra sông bằng các cối xay gió khác bất cứ khi nào mực nước sông đủ thấp; mực nước sông có cả sự thay đổi theo mùa và thủy triều. Mặc dù một số cối xay gió vẫn được sử dụng, các công trình nước chính được cung cấp bởi hai trạm bơm diesel gần một trong những lối vào của khu vực cối xay gió.

## Mô tả
Tám cối xay gió bằng đá của Nederwaard được xây dựng vào năm 1738 và các cối xay gió bằng gỗ của Overwaard được xây dựng vào năm 1740. Trước đây, người ta đã vận chuyển nước ngập ra khỏi các khu vực đất lấn biển thấp hơn của Alblasserwaard vào một hồ chứa, sau đó là từ các khu vực đất lấn biển cao hơn. Cả hai hồ chứa được sử dụng để thoát nước ra sông Lek bằng các cửa đóng khi mực nước sông xuống thấp. Ngày nay, các trạm bơm thủy lực hiện đại được sử dụng.

### Danh sách
Dưới đây là danh sách 19 cối xay gió được UNESCO công nhận:
De Nederwaard
- Cối xay gió Nederwaard số 1
- Cối xay gió Nederwaard số 2
- Cối xay gió Nederwaard số 3
- Cối xay gió Nederwaard số 4
- Cối xay gió Nederwaard số 5
- Cối xay gió Nederwaard số 6
- Cối xay gió Nederwaard số 7
- Cối xay gió Nederwaard số 8

De Overwaard
- Cối xay gió Overwaard số 1
- Cối xay gió Overwaard số 2
- Cối xay gió Overwaard số 3
- Cối xay gió Overwaard số 4
- Cối xay gió Overwaard số 5
- Cối xay gió Overwaard số 6
- Cối xay gió Overwaard số 7
- Cối xay gió Overwaard số 8

Nieuw-Lekkerland
- Cối xay gió De Hoge
- Cối xay gió Kleine của Lage

Alblasserdam
- De Blokker